# Иванова, Светлана Александровна
Светлана Александровна Иванова (родилась 11 апреля 1965 года) — советская и российская хоккеистка на траве, мастер спорта международного класса, действующий главный тренер женской сборной России.

## Биография
Окончила Московский областной государственный институт физической культуры и спорта в 1982 году. Выступала в составе в составе «Спартака» из Московской области, становилась один раз серебряным и два раза бронзовым призёром чемпионата Европы в составе сборной СССР. Позже выступала в Италии и тренировала сборную Италии среди девушек до 18 лет.
В Россию вернулась в 2005 году, с 2008 года является тренером-преподавателем УОР № 1 Московской области. С 2014 года возглавляет команду «Динамо-Электросталь», с которой в 2017 году стала бронзовым призёром чемпионата России.
15 марта 2018 года возглавила женскую сборную России, с которой впервые с 2009 года вышла на чемпионат Европы.
Награждена знаком Губернатора Московской области «За полезное», благодарственным письмом Губернатора Московской области, знаком «Спортивная доблесть I степени».